# Максимов, Василий Васильевич (хирург)
Василий Васильевич Максимов (1849—?) — русский хирург, брат писателя-этнографа, С. В. Максимова и писателя Н. В. Максимова.

## Биография
Родился в посаде Парфентьеве Кологривского уезда Костромской губернии. Медицинское образование получил в Императорской медико-хирургической академии, где защитил диссертацию на степень доктора медицины.
В русско-турецкую войну 1877 г. Максимов Василий Васильевич сначала работал в санитарном отряде русского Красного Креста в Черногории, затем в русской действующей армии.
В 1885—1886 гг. Максимов В. В. был командирован за границу, где изучал бактериологию у Koch’a (в Берлине) и Pasteur’a (в Париже), а также принципы и технические приемы по антисептике, асептике и всем новейшим хирургическим операциям под руководством Bergmann’a, Volkmann’a, Billroth’a, König’a и др. (в Германии, Австрии, Франции и пр.).
В 1887 г. военно-медицинским ученым комитетом был командирован в округа: Казанский, Кавказский, Харьковский и Одесский — для ознакомления военных врачей с бактериологическими методами исследования холеры.
Позднее, именно в 1893 году последовало приглашение В. В. Максимова на кафедру хирургии в Императорский Варшавский университет.
В 1901 г. Василий Васильевич был назначен главным доктором варшавской (новой) больницы Младенца Иисуса, с сохранением за собой кафедры клинической хирургии и службы по университету.
В 1905 г. вышел в отставку и переселился в Санкт-Петербурге, где состоял заведующим хирургическим отделением в новооткрытой городской детской больнице в память св. коронования (на Выборгской стороне).

## Труды
- «Опыты применения струнных нитей для пузырного шва при эпицистотомии» (диссерт., СПб., 1876);
- «Резекция фунгозного колена» («Мед. Вестн.», 1884, № 8);
- «Thermo-elektrische Messung von Entzündungsherden» («Med. Jahrbü cher», Вена, 1886);
- «О новейших операт. способах радик. излечения грыж» («Воен.-Мед. Журн.», 1890);
- «О самородн. разрыве прямой кишки» (ih., 1890);
- «К вопросу о резекции кишки» («Труды Рус. Мед. Общ. в Варш.», 1902);
- «О гастро-энтеростомии» (там же, 1902);
- «Eine grosse, hängende Fettgeschwulst der recht. gross. Schamlippe» («Deutsche Med. Wochenschr.», 1905, № 27)

и др.